# ランドンターブル (大型駆逐艦)
ランドンターブル（フランス語：L'Indomptable, -15/-7/X81）は、フランス海軍の大型駆逐艦。ル・ファンタスク級。艦名は「不屈、断固とした」といった意。この名を受け継いだ艦としては4代目にあたる。

## 艦歴
ランドンターブルは、ラ・セーヌのメディテラネ造船工業で1932年1月25日に起工、1933年12月7日進水し、1935年2月10日に就役した。
ランドンターブルは就役後、ル・マランとル・トリオンファンとともに第8軽部隊（8e division légère）を編成し、ブレストを拠点とする第2軽戦隊（2e escadre légère）に配属された。その後他の駆逐艦で構成された軽部隊と同様に、1937年4月12日にル・マランら第8軽部隊はブレストを母港とする第8駆逐隊（8e Divisions de Contre-Torpilleurs）に改編された。

### 第二次世界大戦
1939年9月に第二次世界大戦が勃発すると、最初の数か月間ランドンターブルら第8駆逐隊は襲撃部隊の艦艇とともに北大西洋で哨戒活動を行い、10月半ばにはドイツ海軍の装甲艦グラーフ・シュペー捜索に参加した。
開戦から間もない1939年9月4日、ランドンターブルは大西洋上で当時中立国であったアメリカからドイツに戻る途中の客船ブレーメン（Bremen）を捕捉した。2発の警告射撃を行い停船させた後、臨検を実施したが乗員・乗客は全員民間人だったためドイツへの航行を許可し解放した。
1940年4月23日、ランドンターブルら第8駆逐隊の3隻は高速航行を行いながらデンマーク海峡で敵艦艇の捜索を実施した。24日午前3時にドイツ海軍の哨戒艇2隻を発見して砲撃を加え、1隻に損傷を負わせた。それから程なくして、ランドンターブルらは2隻のSボートから雷撃を受けたが回避に成功し、逆に1隻を撃沈することに成功した。
戦闘後に第8駆逐隊は海域から離脱したが、途中でル・マランのターボ・ベンチレーターに故障が発生する。修理はできたものの、このトラブルにより離脱に遅れが生じた結果、24日の夜明け後に空襲を受けることになった。幸いにも被害はなく、午後にロサイスのイギリス海軍基地へ帰還できた。
フランス降伏から2年あまり後の1942年11月27日、トゥーロンのノエル埠頭に停泊していたランドンターブルはフランス艦隊の一斉自沈に遭遇することになった。トゥーロン軍港へ進撃してきたドイツ陸軍による艦艇の拿捕を避けるために、午前5時30分、旗艦戦艦ストラスブール座乗のジャン・ド・ラボルド大将から在泊全艦艇に自沈命令が発せられた。
他の艦艇と同様にランドンターブルでも速やかに自沈処置が始まり、午前6時5分には仕掛けられた爆薬に点火、爆破された。ランドンターブルは後部から急速に沈み始め、午前6時20分には全乗員が退艦、後部を水面下に沈めた状態で着底した。この日、トゥーロンでは戦艦3隻、重巡洋艦4隻、軽巡洋艦3隻、駆逐艦32隻、潜水艦16隻など77隻もの艦艇が自沈し、その中にはランドンターブルも含まれることになった。

### その後

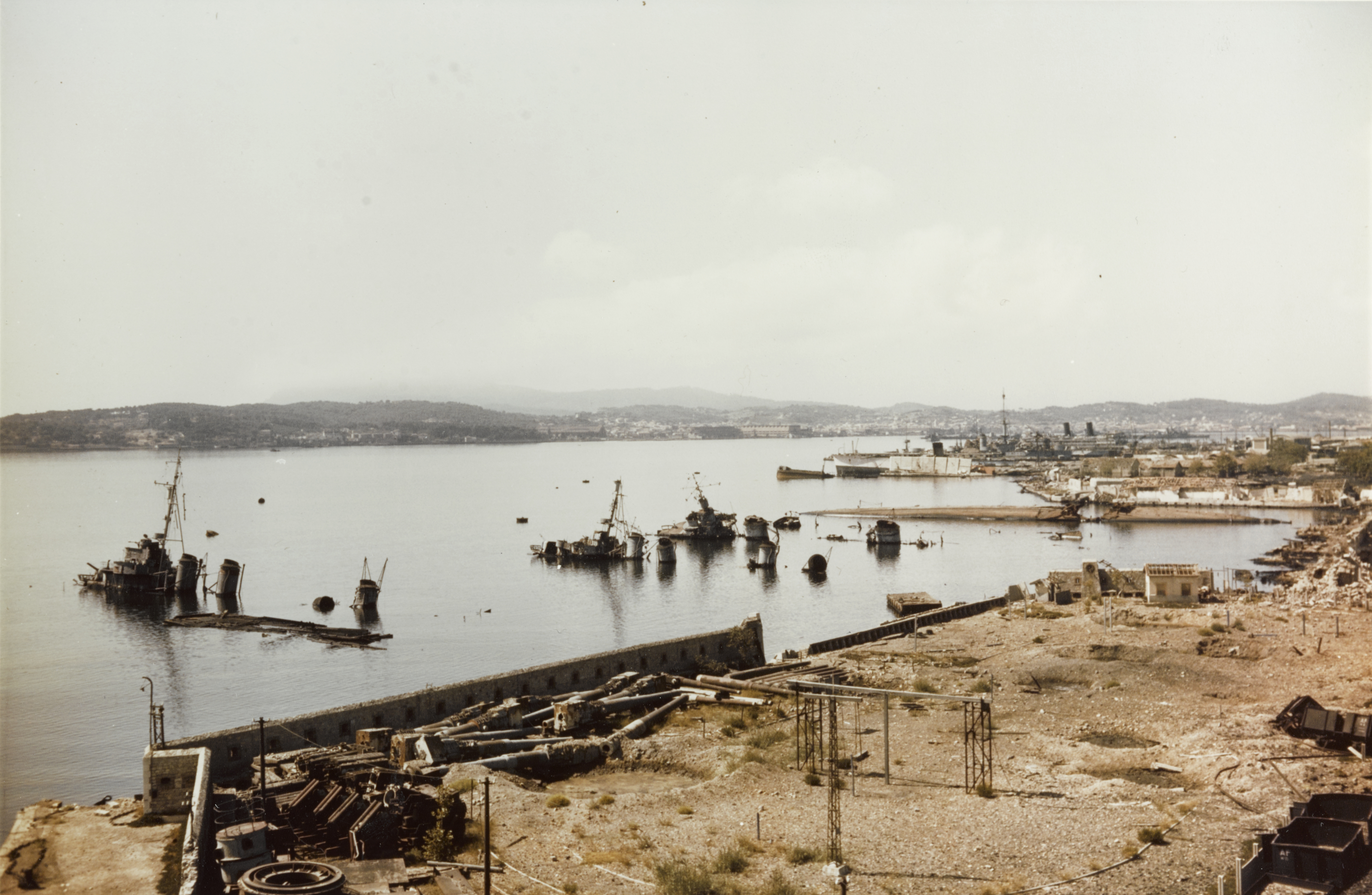
1944年末に撮影されたトゥーロンで着底している駆逐艦。左から3隻目がランドンターブル。

トゥーロンを占領したドイツ軍は着底状態のランドンターブルを「SG9」と改名して浮揚を試みたが、1944年2月7日、3月7日、4月29日と立て続けに連合軍の空襲で損傷したため全損と判定された。ランドンターブルは左舷に傾いた状態で放置され、ドイツ軍は3門の13.8cm主砲を他で利用するために回収した。
トゥーロンが連合軍に解放された後の1945年、放置されていたランドンターブルの艦首は回収され、ル・テリブルとの衝突事故で艦首を失った姉妹艦ル・マランに移植された。残るランドンターブルの艦体は1950年に現地で解体された。